# 格氏新鰻鯰
格氏新鰻鯰，為輻鰭魚綱鯰形目鰻鯰科的其中一種，分布於澳洲南部Dalhousie泉流域，體長可達9公分，為底棲性魚類，棲息在溫暖的泉水區，夜間活動，屬肉食性，以昆蟲、甲殼類、蝸牛等為食。

## 擴展閱讀
維基物種上的相關：格氏新鰻鯰